# Dmitri Trunenkov
Dmitri Trunenkov (n. 19 aprilie 1984, Taseyevo⁠(d), RSFS Rusă, URSS) este un bober ce a reprezentat Rusia, medaliat olimpic. A participat la 2 ediții ale Jocurilor Olimpice (2010, 2014).